# Ясколка трёхстолбиковая
Яско́лка трёхсто́лбиковая (лат. Cerástium cerastoídes), или ди́ходон яско́лковый (Díchodon cerastoides), — вид многолетних двудольных цветковых растений, относящийся к роду Ясколка (Cerastium) семейства Гвоздичные (Caryophyllaceae).

## Ботаническое описание

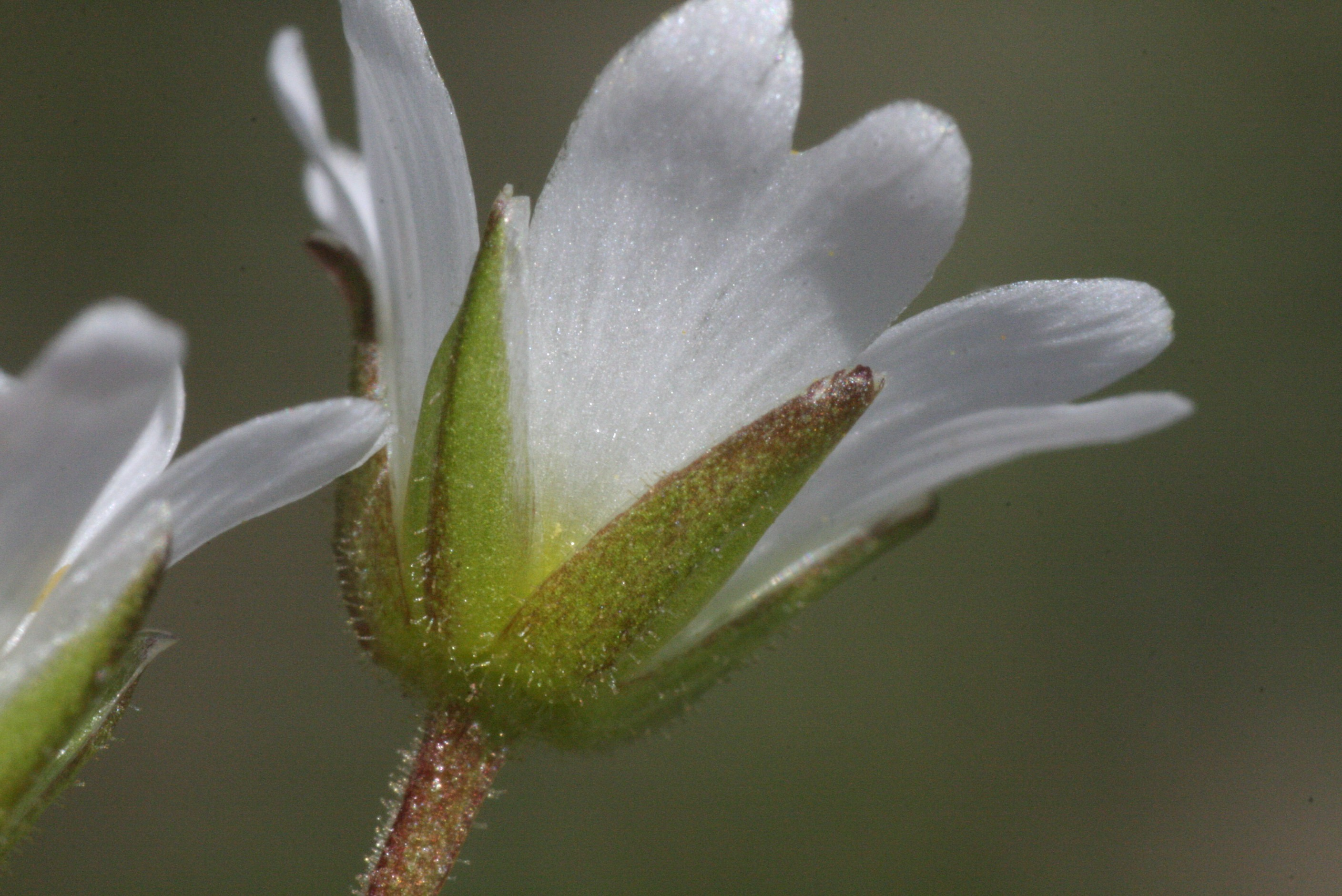
Цветок (вид со стороны чашечки)

Многолетнее рыхлодерновинное травянистое растение с восходящими или прямостоячими стеблями, в нижних узлах укореняющимися, до 20 см длиной, в верхней части с железистым опушением. Листья супротивные, продолговатые до линейных, 1—2 см длиной и до 2,5—4 мм шириной, верхние — иногда с железистым опушением.
Цветки на железистых цветоножках, собранные в верхушечное вильчатое соцветие. При отцветании цветоножки отклоняются книзу. Чашечка с 5 тупыми чашелистиками 4—5,5 мм длиной. Лепестки белые, в 1,5—2,5 раза длиннее чашечки, с надрезом до одной трети длины. Столбика три, редко четыре.
Плод — коробочка продолговатой формы, раскрывающаяся шестью зубцами. Семена многочисленные, мелкие.

## Распространение
Евразиатское и североамериканское аркто-альпийское растение, встречающееся на альпийских и субальпийских лугах и в мохово-лишайниковой тундре.

## Таксономия
Cerastium cerastoides (L.) Britton, Mem. Torrey Bot. Club 5: 152 (1894) ["cerastioides"]. — Stellaria cerastoides L., Sp. Pl. 1: 422 (1753).

### Синонимы
- Arenaria trigyna (Vill.) Shinners, 1962
- Cerastium argaeum Boiss. & Balansa, 1859
- Cerastium elegans Fisch. ex Ser., 1824
- Cerastium lagascanum C.Vicioso, 1946
- Cerastium lapponicum Crantz, 1766
- Cerastium refractum All., 1785
- Cerastium rupestre Fisch. ex Ser., 1824
- Cerastium stellarioides Hartm., 1820
- Cerastium trigynum Vill., 1779
- Dichodon argaeum (Boiss. & Balansa) Ikonn., 1973
- Dichodon cerastoides (L.) Rchb., 1841
- Provancheria cerastoides (L.) B.Boivin, 1966
- Stellaria cerastoides L., 1753basionym

и другие.